# Groupe de NGC 4976
Le groupe de NGC 4976 comprend au moins six galaxies situées dans la constellation du Centaure. La distance moyenne entre ce groupe et la Voie lactée est d'environ 20,1 Mpc (∼65,6 millions d'al). 

## Membres
Le tableau ci-dessous liste les six galaxies du groupe indiquées dans l'article de A.M. Garcia paru en 1993.
| Nom        | Class.    | Type                               | α (J2000.0)   | δ (J2000.0)  | Vitesse radiale (km/s) | m            | Distance (Mpc) | Diamètre (kal) |
| ---------- | --------- | ---------------------------------- | ------------- | ------------ | ---------------------- | ------------ | -------------- | -------------- |
| NGC 4976   | E4 pec?   | Elliptique                         | 13h 08m 37.5s | -49° 30′ 23″ | 1453 ± 24              | 10,0         | 25,0 ± 1,8     | 108            |
| NGC 4945A  | SB(s)m?   | Spirale barrée magellanique        | 13h 06m 33.7s | -49° 41′ 26″ | 1369 ± 6               | 12,4         | 23,8 ± 1,7     | 67             |
| ESO 219-21 | SAB(s)d   | Spirale intermédiaire              | 13h 02m 21.1s | -50° 20′ 03″ | 1376 ± 2               | 10,30 ± 0,25 | 23,9 ± 1,7     | 96             |
| ESO 219-22 | SAB(s)dm? | Spirale intermédiaire magellanique | 13h 02m 23.4s | -49° 28′ 22″ | 1888 ± 10              | 11,09 ± 0,25 | 31,5 ± 2,2     | 53             |
| ESO 219-27 | Irr       | Irrégulière                        | 13h 06m 29.0s | -49° 49′ 42″ | 1281 ± 8               | 16,89 ± 0,09 | 22,5 ± 1,6     | 32             |
| ESO 219-39 | ?         | ?                                  | 13h 13m 45.9s | -49° 27′ 17″ | 1261 ± 42              | 13,24 ± 0,14 | 22,2 ± 1,7     | 23             |

Le site DeepskyLog permet de trouver aisément les constellations des galaxies mentionnées dans ce tableau ou si elles ne s'y trouvent pas, l'outil du site constellation permet de le faire à l'aide des coordonnées de la galaxie. Sauf indication contraire, les données proviennent du site NASA/IPAC. 